# Buczynowe Turnie

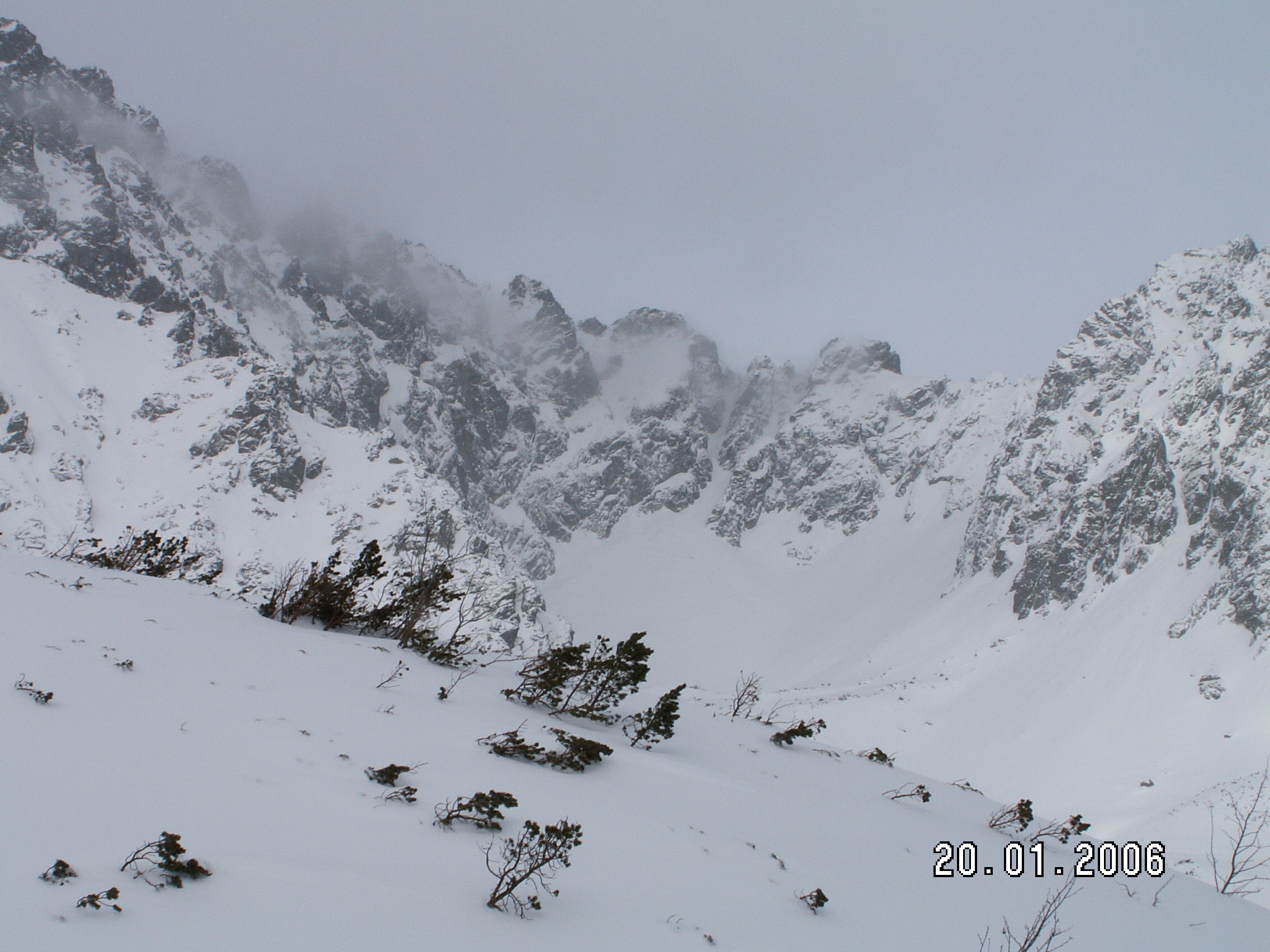
Blick vom Tal Dolina Buczynowa

Die Buczynowe Turnie sind ein Bergmassiv in der polnischen Hohen Tatra in der Woiwodschaft Kleinpolen  mit einer Maximalhöhe von 2184 m n.p.m. im Wielka Buczynowa Turnia. Über den Kamm des Massivs verläuft die Grenze zwischen den Gemeinden Bukowina Tatrzańska (Ortsteil Brzegi) im Osten und Poronin (Ortsteil Murzasichle) im Westen.

## Lage und Umgebung
Unterhalb des Massivs liegen die Täler Dolina Buczynowa und Dolina Pańszczyca. Das Massiv grenzt über den Bergpass Granacka Przełęcz an das Massiv der Granaty im Süden, an das Massiv der Koszysta im Westen über den Bergpass Krzyżne sowie über denselben Bergpass an das Massiv Wołoszyn.
Der Kamm des Massivs verläuft wie folgt:
- Gipfel Wielka Orla Turniczka, 2160 m
- Bergpass Orla Przełączka Wyżnia
- Gipfel Mała Orla Turniczka
- Bergpass Orla Przełączka Niżnia
- Gipfel Orla Baszta, 2175 m
- Bergpass Pościel Jasińskiego, 2125 m
- Gipfel Buczynowe Czuby, 2126 m
- Bergpass Przełęcz Nowickiego, 2105 m
- Gipfel Budzowa Igła
- Bergpass Budzowa Przełączka
- Gipfel Wielka Buczynowa Turnia, 2184 m
- Bergpass Buczynowa Przełęcz, 2127 m
- Gipfel Mała Buczynowa Turnia, 2171 m
- Bergpass Wyżnia Przełączka pod Ptakiem, 2125 m
- Gipfel Ptak, 2135 m
- Bergpass Przełączka pod Ptakiem, 2105 m
- Gipfel Kopa nad Krzyżnem, 2135 m

## Etymologie
Der Name Buczynowe Turnie lässt sich als Buchentaltürme übersetzen. Der Name leitet sich von dem nahe gelegenen Tal Dolina Buczynowa ab.

## Flora und Fauna
Die Waldgrenze liegt bei 1600 Höhenmeter. Die Buczynowe Turnie sind Rückzugsgebiet für Gämsen, Murmeltiere und Raubvögel, insbesondere Steinadler.

## Tourismus
Über den Bergkamm der Buczynowe Turnie verläuft der rot markierte Höhenweg Orla Perć. 

## Belege
- Zofia Radwańska-Paryska, Witold Henryk Paryski: Wielka encyklopedia tatrzańska. Wyd. Górskie, Poronin 2004, ISBN 83-7104-009-1.
- Tatry Wysokie słowackie i polskie. Mapa turystyczna 1:25.000, Polkart, Warszawa 2005/06, ISBN 83-87873-26-8.

## Panorama

Blick auf die Buczynowe Turnie vom Gipfel Wielka Kopka